# Krig och hågkomst
Krig och hågkomst (engelska: War and Remembrance) är en amerikansk miniserie från 1988–1989. Serien är baserad på Herman Wouks roman med samma namn. I huvudrollerna ses bland andra Robert Mitchum, Jane Seymour, Hart Bochner, Victoria Tennant och John Gielgud. Serien hade premiär i USA den 13 november 1988 och i Sverige på TV1 den 28 september 1990. Den är uppföljare till Krigets vindar (1983), som också är baserad på en av Wouks romaner.

## Handling
Historien tar vid där Krigets vindar slutade och kretsar kring familjerna Henry och Jastrow. Handlingen utspelar sig från den 15 december 1941 till och med den 7 augusti 1945.

## Rollista i urval
- Robert Mitchum – Kommendör Victor ”Pug” Henry
- Jane Seymour - Natalie Henry
- Hart Bochner - Byron Henry
- Victoria Tennant - Pamela Tudsbury
- Polly Bergen - Rhoda Henry
- Sami Frey - Avram Rabinovitz
- William Schallert - Harry Hopkins
- Jeremy Kemp - Brig. Gen. Armin von Roon
- Steven Berkoff - Adolf Hitler
- Robert Hardy - Winston Churchill
- Zevi Wolmark - John Simms
- Topol - Berel Jastrow
- Ralph Bellamy - Franklin D. Roosevelt
- John Gielgud - Aaron Jastrow
- David Dukes - Leslie Slote
- E. G. Marshall - Dwight D. Eisenhower
- Sharon Stone - Janice Henry
- Barry Bostwick - Carter "Lady" Aster
- Ian McShane - Philip Rule
- John Rhys-Davies - Sammy Mutterperl
- Robert Morley - Alistair Tudsbury
- Peter Graves - Palmer Kirby
- Hardy Krüger - Generalfältmarskalk Erwin Rommel
- Bill Wallis - Werner Beck
- Michael Woods - Warren Henry
- Robert Stephens - SS Major Karl Rahm
- Peter Vaughan - General Kurt Zeitzler
- Barry Morse - Col. Gen. Franz Halder
- Leslie Hope - Madeline Henry
- Eddie Albert - Breckinridge Long
- Sky du Mont - Claus Schenk Graf von Stauffenberg
- Richard Dysart - Harry S. Truman
- Lawrence Dobkin - General George S. Patton
- John Dehner - Amiral Ernest King
- Pat Hingle - Amiral William "Bull" Halsey
- William Prince - Amiral Chester W. Nimitz
- Mike Connors - Col. Harrison "Hack" Peters
- G. D. Spradlin - Amiral Raymond A. Spruance
- Brian Blessed - General Yevlenko
- Howard Duff - William Tuttle
- G.W. Bailey - Kommendör Jim Grigg
- R. G. Armstrong - General 'Moose' Fitzgerald
- Charles Lane - Amiral William Standley
- Norman Burton - General George Marshall
- Nina Foch - Grevinnan de Chambrun
- Milton Johns - Adolf Eichmann
- Wolfgang Reichmann - Martin Bormann
- Geoffrey Whitehead - Albert Speer
- John Malcolm - Generalfältmarskalk Wilhelm Keitel
- Wolfgang Preiss - Generalfältmarskalk Walter von Brauchitsch
- Anthony Bate - Generalfältmarskalk Gerd von Rundstedt
- Kenneth Colley - SS överste Paul Blobel
- Clifford Rose - SS Lt. General Heinz Kammler
- Wolf Kahler - SS Major Anton Burger
- Michael Sarne - SS Kapten Schwarz
- William Berger - Consul General Jim Gaither
- John Barrard - Oskar Friedman
- Jack Ging - Kommendör William Berscher
- Michael Madsen - Lt. 'Foof' Turhall